# Liste der kaiserlichen Generale der Frühen Neuzeit/L
Legende: * geboren | ~ getauft | † gestorben | ⚔ gefallen | Zu den Rangbezeichnungen siehe auch Generalsränge auf der Startseite.
- Joseph Graf von L‘Espine

* 25. Dezember 1761 † 31. Dezember 1826. Laufbahn: 14. August 1809 Generalmajor, 26. Juli 1813 Feldmarschalleutnant
- Johann Franz Freiherr von L’Huillier

* ? † ?. Laufbahn: 7. März 1726 Generalfeldwachtmeister
- Claude-François de La Baume, Marquis de Saint-Amour

* ? † ?. Laufbahn: 19. Juni 1638 Generalfeldwachtmeister
- Jean-Baptiste de La Baume, Marquis de Saint-Martin

* 1593 † 1641. Laufbahn: 1635 Generalfeldwachtmeister; spanischer Generalleutnant
- Robert Joseph Graf de La Cerda de Villalonga

* ? † ?. Laufbahn: 1. März 1735 Generalfeldwachtmeister, Feldmarschalleutnant ?; 1750 Abschied
- Johann Freiherr von La Corona

* um 1600 † 6. November 1665. Laufbahn: 24. Oktober 1652 Generalfeldwachtmeister, 8. August 1665 Feldmarschalleutnant
- Jean Comte de La Marche

† 1743. Laufbahn: 27. Mai 1716 Generalfeldwachtmeister, 26. Oktober 1723 Feldmarschalleutnant, 20. März 1735 General der Kavallerie
- Philippe de La Marre

* ? † ?. Laufbahn: 1. Juni 1708 Generalfeldwachtmeister, 29. Mai 1716 Feldmarschalleutnant
- Karl Jolly des Aulnois, Graf de La Motte

* 13. Mai 1738 † 24. Mai 1813. Laufbahn: 6. März 1800 mit Rang vom 11. November 1799 Generalmajor
- Peter Freiherr von La Posta

† 15. November 1796. Laufbahn: 15. Februar 1786 mit Rang vom 8. Februar 1786 Generalmajor
- Don Antonio Colón de Portugal y Cabrera, Conde de La Puebla de Portugal

† 1725. Laufbahn: spanischer Generalleutnant; 30. Juni 1716 kaiserlicher Feldzeugmeister, 23. Oktober 1723 Feldmarschall
- Heinrich Baron du Pin de La Reintrie

* ? † ?. Laufbahn: 1. April 1757 Generalfeldwachtmeister, 24. Januar 1760 Feldmarschalleutnant
- Max Graf von La Tour

* ⚔ bei Parma 29. Juni 1734. Laufbahn: 4. Januar 1734 Generalfeldwachtmeister
- François-Egon de La Tour, Markgraf von Bergen-op-Zoom, Prince d’Auvergne[1]

* 15. Dezember 1675 † 26. Juli 1710. Laufbahn: 8. August 1703 Generalfeldwachtmeister; niederländischer Generalleutnant
- Melchior August Comte de La Venerie

† 1739 zw. 7. April und 9. Juni. Laufbahn: 4. Juli 1729 Generalfeldwachtmeister
- Ferdinand La Verne de Rodes, Marquis de La Verne

* ⚔ bei Szegedin 1686. Laufbahn: spanischer Generalwagenmeister; 1. September 1684 kaiserlicher Feldmarschalleutnant
- Franz Moriz Graf von Lacy

* 21. Oktober 1725 † 24. November 1801. Laufbahn: 13. Oktober 1756 Generalfeldwachtmeister, 20. Februar 1758 Feldmarschalleutnant, 17. November 1759 Feldzeugmeister, 15. Februar 1766 Feldmarschall
- Joseph Emanuel Lagler

* 1740 † 8. März 1801. Laufbahn: 5. März 1801 mit Rang vom 1. März 1801 Generalmajor
- Franz Karl Freiherr von Laimpruch zu Eppurg

† 30. September 1728. Laufbahn: 4. Mai 1716 Generalfeldwachtmeister
- Maximilian Joseph Graf von Lalaing, Vicomte d’Audenaarde[2]

* Mai 1681 (1677 ?) † 19. April 1756. Laufbahn: 14. Dezember 1723 Generalfeldwachtmeister, 2. Dezember 1733 Feldmarschalleutnant, 12. Juni 1754 mit Rang vom 2. November 1748 Feldzeugmeister
- Franz Sigmund Graf von Lamberg

* 28. Januar 1663/65 † 18. April 1713. Laufbahn: 25. Februar 1704 Generalfeldwachtmeister
- Franz Anton Fürst von Lamberg, Landgraf zu Leuchtenberg[3]

* 30. September 1678 † 23. August 1759. Laufbahn: 6. Juli 1716 Generalfeldwachtmeister
- Raimund Kasimir Graf von Lamberg

* 19. Mai 1719 (16. Mai 1716 ?) † 3. Oktober 1775. Laufbahn: 5. Juli 1759 mit Rang vom 23. März 1759 Generalfeldwachtmeister; 1759 mainz. Generalmajor, 1766 Feldzeugmeister
- Camille Joseph Marquis de Lambertye du Pont d’Oye

* 13. Juli 1746 † 3. Juni 1826. Laufbahn: 6. März 1792 Generalmajor, 29. Mai 1796 mit Rang vom 21. November 1795 Feldmarschalleutnant, Dez. 1805 mit Rang vom 27. Januar 1806 General der Kavallerie, 9. Januar 1826 Feldmarschall (Charakter) und im Ruhestand
- Wilhelm Graf von Lamboy

(* um 1590; † 12. Dezember 1659); 16. März 1634 Generalfeldwachtmeister, 18. Juli 1641 Feldzeugmeister, 15. November 1645 Feldmarschall
- Anton Graf von Lamezan-Salins

* 29. August 1759 † 21. Februar 1814. Laufbahn: 6. Juni 1813 Generalmajor
- Maria Joseph Graf von Lamezan-Salins

* 3. April 1763 † 27. Juli 1831. Laufbahn: 22. September 1813 Generalmajor
- Ernst Philipp von der Lanckhen

* ⚔ bei Peterwardein 5. August 1716. Laufbahn: 12. April 1708 mit Rang vom 20. Januar 1705 Generalfeldwachtmeister, 10. Mai 1716 Feldmarschalleutnant
- Johann Baptist Freiherr von Landriani

† 1735 ?. Laufbahn: 28. Dezember 1725 Generalfeldwachtmeister, 5. Dezember 1733 Feldmarschalleutnant
- Anton Freiherr von Lanfrey

* 1752 † 5. Mai 1826. Laufbahn: 29. November 1812 Generalmajor
- Johann Andreas Lang Edler von Langenau

† 13. Januar 1822. Laufbahn: 20. März 1813 Generalmajor
- Philippe de Gentil, Marquis de Langallerie

* 1656/61 † 20. Juni (18. September ?) 1717. Laufbahn: 29. Januar 1702 französischer Maréchal de camp, 10. Februar 1704 Generalleutnant; 20. April 1706 kaiserlicher General der Kavallerie
- Johann Baptist Freiherr von Langen

† 1807. Laufbahn: 6. Februar 1789 mit Rang vom 5. Februar 1789 Generalmajor
- Friedrich Karl August Gustav Freiherr von Langenau

* 7. November 1782 † 4. Juli 1840. Laufbahn: 2. Juni 1813 Generalmajor, 27. November 1827 Feldmarschalleutnant
- Karl von Langet

† 21. Februar 1798. Laufbahn: 3. Juli 1787 mit Rang vom 30. Juni 1787 Generalmajor
- Philipp Freiherr von Langlet

* 1663 † Okt. 1727. Laufbahn: 16. Mai 1716 Generalfeldwachtmeister, 20. Oktober 1723 Feldmarschalleutnant
- Peter von Langlois

† 1789. Laufbahn: 10. August 1760 mit Rang vom 4. Oktober 1759 Generalfeldwachtmeister, 1. Mai 1773 mit Rang vom 22. September 1767 Feldmarschalleutnant, 15. Februar 1786 mit Rang vom 31. Januar 1785 Feldzeugmeister
- Franz Joseph Graf Lanjus von Wellenburg

* vermutl. 5. Oktober 1717 † 1. September 1780. Laufbahn: 2. Februar 1768 mit Rang vom 7. November 1761 Generalfeldwachtmeister
- Karl Ludwig Graf Lanjus von Wellenburg

* 1720 † 22. März 1780. Laufbahn: 27. Juni 1763 mit Rang vom 26. Mai 1759 Generalfeldwachtmeister, 1. Mai 1773 mit Rang vom 28. Mai 1767 Feldmarschalleutnant
- Graf Eugen von Lannoy de la Motterie

* 15. August 1686 † 10. September 1755. Laufbahn: 29. November 1733 Feldmarschalleutnant, 12. Juni 1754 Feldzeugmeister
- Karl Anton Graf von Lannoy de la Motterie

* 6. November 1697 † Ende Juli 1763. Laufbahn: 5. Juni 1741 Generalfeldwachtmeister, 1754 mit Rang vom 9. Juli 1752 Feldmarschalleutnant
- Adrian Gerhard Graf von Lannoy, Baron de Clerveaux

* vermutl. 1. Juli 1648 † 19. Dezember 1730. Laufbahn: niederländischer Generalmajor; 6. Oktober 1719 kaiserlicher Feldmarschalleutnant
- Friedrich Graf Lantieri von Paratico

* 1716 † 29. August 1773. Laufbahn: 11. Juli 1752 Generalfeldwachtmeister, 30. Januar 1758 Feldmarschalleutnant
- Johann Friedrich Graf Lantieri von Paratico

* 1669 † 25. April oDon Dezember 1744. Laufbahn: 19. Mai 1716 Generalfeldwachtmeister, 23. Oktober 1723 Feldmarschalleutnant, 19. März 1735 General der Kavallerie
- Nikolaus Ferdinand Graf Lantieri von Paratico

* ? † ?. Laufbahn: 19. Januar 1771 mit Rang vom 22. August 1759 Generalmajor
- Leonhard Alexander Freiherr Lapaczek von Zrzawého

† 16. August 1710. Laufbahn: 12. Juni 1695 Generalfeldwachtmeister
- Karl Freiherr von Larisch

† 1794. Laufbahn: 22. April 1786 Generalmajor
- Carlos Vizconde de Las Torres

† 30. Januar 1775. Laufbahn: 22. November 1733 Generalfeldwachtmeister, 10. August 1751 Feldmarschalleutnant
- Johann Karl Freiherr von Laßgallner

* 1714 † 20. August 1798. Laufbahn: 13. April 1764 mit Rang vom 15. August 1758 Generalfeldwachtmeister, 25. April 1775 mit Rang vom 28. November 1766 Feldmarschalleutnant
- Graf Karl Anton Maximilian Joseph Baillet de Latour

* 14. Dezember 1737 † 22. Juli 1806. Laufbahn: 10. April 1783 mit Rang vom 28. März 1783 Generalmajor, 16. Januar (?) 1790 mit Rang vom 14. Januar 1790 Feldmarschalleutnant, 4. März 1796 Feldzeugmeister
- Graf Theodor Baillet von Latour

* 15. Juni 1780 † (erm.) 6. Oktober 1848. Laufbahn: 26. September 1814 Generalmajor, 25. März 1831 Feldmarschalleutnant, 19. Oktober 1846 Feldzeugmeister
- Christoph Freiherr von Lattermann

* 14. Juli 1753 † 5. Oktober 1835. Laufbahn: 1. März 1797 mit Rang vom 6. April 1797 Generalmajor, 6. September 1800 mit Rang vom 8. September 1800 Feldmarschalleutnant, 26. Juli 1813 Feldzeugmeister, 2. Juli 1833 Feldmarschall
- Franz Freiherr von Lattermann

* 6. Oktober 1716 † 5. April 1806. Laufbahn: 19. Januar 1771 mit Rang vom 2. Oktober 1761 Generalmajor, 25. April 1775 Feldmarschalleutnant
- Georg Ludwig von Lattermann

* ? † ?. Laufbahn: 1. Mai 1716 Generalfeldwachtmeister, Kommandant von Mantua
- Karl Chevalier de Latuillerie

* 1758 † 1832/33. Laufbahn: 21. Februar 1815 Generalmajor (Charakter) und im Ruhestand
- Freiherr Gideon Ernst von Laudon

* 2. Februar 1717 † 14. Juli 1790. Laufbahn: 25. August 1757 Generalfeldwachtmeister, 25. Juli 1758 Feldmarschalleutnant, 20. November 1759 Feldzeugmeister, 27. Februar 1778 Feldmarschall
- Johann Ludwig Alexius Freiherr von Laudon

* 10. Januar 1767 (1762 ?) † 22. September 1822. Laufbahn: 4. März 1796 mit Rang vom 3. September 1794 Generalmajor, 6. September 1800 Feldmarschalleutnant, 1806 a. D.
- Franz Freiherr von Lauer

* 11. Mai 1736 † 11. September 1803. Laufbahn: 9. Oktober 1789 mit Rang vom 27. September 1789 Generalmajor, 4. März 1796 mit Rang vom 2. Mai 1795 Feldmarschalleutnant, 5. September 1800 mit Rang vom 3. September 1800 Feldzeugmeister, 1801 im Ruhestand
- Joseph Freiherr von Lauer

* 18. Mai 1769 † 26. Februar 1848. Laufbahn: 27. Februar 1814 Generalmajor, 9. Dezember 1826 Feldmarschalleutnant, 6. April 1847 Feldzeugmeister (Charakter) und im Ruhestand
- Ferdinand Graf von Laurencin, Baron d’Armond

* 2. Februar 1751 † 15. Februar 1825. Laufbahn: 22. Januar 1808 mit Rang vom 24. Juni 1805 Generalmajor, 27. April 1813 Feldmarschalleutnant
- François-Nompar de Caumont, Comte de Lauzun

* 1647 † 30. Dezember 1707. Laufbahn: 11. Februar 1686 Generalfeldwachtmeister
- Anton Le Bailly d‘Osthove

† 1795. Laufbahn: 1790 im Ruhestand, 9. Februar 1791 Generalmajor
- Theodor Franz Le Fêvre

* ? † ?. Laufbahn: 18. Januar 1757 Generalfeldwachtmeister, 20. April 1758 mit Rang vom 18. Februar 1757 Feldmarschalleutnant
- Le Jeune

* ? † ?. Laufbahn: 11. August 1721 Generalfeldwachtmeister
- Rudolf Franz Michael Le Louchier

* 29. September 1728 † 14. Dezember 1805. Laufbahn: 26. Juli 1789 mit Rang vom 20. Juli 1789 Generalmajor und im Ruhestand
- Joachim-Joseph Le Vasseur de Neuilly

* 17. März 1743 † 4. April 1808. Laufbahn: 30. September 1792 französischer Maréchal de camp; März 1804 mit Rang vom 17. März 1804 k.k. Generalmajor
- Ludwig Leopold Ritter von Lebzeltern

* 12. September 1737 † 23. Dezember 1799. Laufbahn: 27. Februar 1791 Generalmajor
- Lecheraine

* ? † ?. Laufbahn: 1703 kurpfälzischer Generalmajor; 1. Februar 1706 kaiserlicher Generalfeldwachtmeister
- Joseph von Lechner

* ? † ?. Laufbahn: 23. September 1755 Generalfeldwachtmeister
- Ignaz Ludwig Paul Joseph Freiherr von Lederer

* 25. August 1769 † 10. September 1849. Laufbahn: 12. Februar 1809 Generalmajor, 26. Juli 1813 Feldmarschalleutnant, 21.1 Oktober 1830 General der Kavallerie, 16. Juni 1848 Feldmarschall
- Engelbert Freiherr von Leeuven

* ? † ?. Laufbahn: 15. März 1766 mit Rang vom 1. April 1759 Generalfeldwachtmeister
- Johann Franz Anton von Leeuwen

† 1734. Laufbahn: 16. November 1733 Generalfeldwachtmeister
- Ignaz Freiherr von Legisfeld

* um 1749 † 3. Juli 1827. Laufbahn: 1806 mit Rang vom 26. Februar 1804 Generalmajor, 1809 im Ruhestand
- Martin Freiherr von Lehoczky

† 1712. Laufbahn: 4. April 1711 mit Rang vom 20. Februar 1709 Generalfeldwachtmeister
- Karl Ritter Leibinger von Bundenthal

† 30. November 1829. Laufbahn: 30. April 1815 Generalmajor, 27. März 1828 im Ruhestand
- Anton Ignaz Freiherr von Leilersberg

* ? † ?. Laufbahn: 8. August 1754 Generalfeldwachtmeister
- Philipp Ludwig Graf von Leiningen-Westerburg

* Febr. 1652 ⚔ bei Cassano 16. August 1705. Laufbahn: 20. Januar 1695 Generalfeldwachtmeister, 22. Dezember 1700 Feldmarschalleutnant, 10. Mai 1704 General der Kavallerie; 1703 kurpfälzischer General der Kavallerie
- Johann Baptist Leloup

vermutl. 8. März 1736 † 1. Februar 1810. Laufbahn: 1806 mit Rang vom 14. April 1805 Generalmajor
- Maximilian Adam Graf von Lengheim

* 5. Februar 1669 † 3. April 1738. Laufbahn: 12. Juli 1705 Generalfeldwachtmeister, 1. Mai 1717 Feldmarschalleutnant
- Ignaz Lenk von Treuenfeld

* 4. Juli 1766 † 12. April 1842. Laufbahn: 29. September 1813 Generalmajor, 24. Juni 1834 Feldmarschalleutnant und im Ruhestand
- Freiherr Cäsar Joseph von Lentulus[4]

* 25. Mai 1683 † 29. Mai 1744. Laufbahn: 28. April 1738 Generalfeldwachtmeister, 20. November 1741 Feldmarschalleutnant
- Joseph Leonardo

* um 1738 † 1792. Laufbahn: 18. Juni 1789 mit Rang vom 12. Juni 1789 Generalmajor
- Christian Ludwig Freiherr von Lersner

* 11. Dezember 1694 ⚔ bei Groczka 22. Juli 1739. Laufbahn: 3. April 1735 Generalfeldwachtmeister
- Jakob Graf von Leslie

† 12. Dezember 1692. Laufbahn: 28. Juni 1673 Generalfeldwachtmeister, 27. August 1674 Feldmarschalleutnant, 30. Oktober 1681 Feldzeugmeister, 1. Dezember 1683 Feldmarschall
- Walter Graf von Leslie

* 1606 † 3./4. März 1667. Laufbahn: 1637 Generalfeldwachtmeister, 1646 Feldzeugmeister, 23. August 1650 Feldmarschall
- Georg Wilhelm Freiherr von Lestwitz

† 1756. Laufbahn: 27. Januar 1750 Generalfeldwachtmeister
- Friedrich Christian Freiherr von Leublfink

* 31. Oktober 1714 (1710 ?) † 28. April 1775. Laufbahn: 18. Januar 1767 mit Rang vom 18. Januar 1760 Generalfeldwachtmeister
- Ignaz von Leutner

† 26. Mai 1819. Laufbahn: 15. Juli 1812 Generalmajor, 12. Oktober 1816 im Ruhestand
- Karl Magnus Freiherr von Leutrum zu Ertingen

* 14. Dezember 1680 † 24. Januar 1739. Laufbahn: schweDon Generalleutnant; 31. August 1734 kaiserlicher Feldmarschalleutnant
- Franz Joseph Freiherr Leveneur von Grünwall

* 15. Juli 1734 † 6. Juni 1812. Laufbahn: 20. Januar 1779 mit Rang vom 17. Januar 1779 Generalmajor, 27. Mai 1789 mit Rang vom 26. April 1789 Feldmarschalleutnant, Jan. 1790 im Ruhestand
- Johann Ludwig von Lewenstein

* 1598 † .... Laufbahn: 1648 Generalfeldwachtmeister
- Karl Freiherr von Lezzeny

† 24. Februar 1805. Laufbahn: 3. Dezember 1800 Generalmajor, 1802 im Ruhestand
- Karl Joseph Freiherr von Liebenberg

* 7. März 1666 † 25. September 1751. Laufbahn: 28. Dezember 1725 Generalfeldwachtmeister, 6. Dezember 1733 Feldmarschalleutnant
- Adam Siegfried Kajetan Graf von Liechtenberg

* 10. Dezember 1732 † (ermordet) 12. Juli 1801. Laufbahn: 9. Oktober 1789 mit Rang vom 21. September 1789 Generalmajor, 1704 im Ruhestand
- Johann I. Joseph Fürst von Liechtenstein, Herzog von Troppau und Jägerndorf

* 26. Juni 1760 † 20. April 1836. Laufbahn: 11. Juni 1794 mit Rang vom 20. April 1794 Generalmajor, 5. August 1799 mit Rang vom 4. August 1799 Feldmarschalleutnant, 6. September 1808 General der Kavallerie, 12. September 1809 Feldmarschall
- Josef Wenzel Laurenz Fürst von Liechtenstein, Herzog von Troppau und Jägerndorf[5]

* 10. August 1696 † 10. Februar 1772. Laufbahn: 27. November 1733 Generalfeldwachtmeister, 30. Mai 1734 Feldmarschalleutnant, 2. März 1739 General der Kavallerie, 12. Mai 1745 Feldmarschall
- Karl Borromäus Fürst von Liechtenstein, Herzog von Troppau und Jägerndorf

* 29. September 1730 † 21. Februar 1789. Laufbahn: 5. November 1758 Generalfeldwachtmeister, 8. Oktober 1763 mit Rang vom 28. März 1760 Feldmarschalleutnant, 1. Mai 1773 mit Rang vom 13. August 1770 General der Kavallerie, 7. Oktober 1788 mit Rang vom 15. September 1788 Feldmarschall
- Philipp Erasmus Fürst von Liechtenstein, Herzog von Troppau und Jägerndorf

* 11. (14. ?) September 1664 ⚔ bei Castelnuovo 13. Januar 1704. Laufbahn: 17. Juni 1695 Generalfeldwachtmeister, 31. Dezember 1700 Feldmarschalleutnant
- Johann Joseph Simplicius Prinz von Liechtenstein

* 2. März 1734 † 18. Februar 1781. Laufbahn: 19. Januar 1771 mit Rang vom 6. Februar 1760 Generalmajor, 25. April 1775 mit Rang vom 25. Dezember 1773 Feldmarschalleutnant
- Maximilian Fürst von und zu Liechtenstein

* 6. November 1578 † 28. April 1643. Laufbahn: 12. April 1608 Feldzeugmeister, 10. März 1619 Generalfeldwachtmeister, 7. April 1620 Feldzeugmeister; 2. November 1638 Obst. von Raab. Anm.: die Ernennung von 1608 könnte sich auch auf seinen Bruder Karl beziehen!
- Moritz Joseph Johann Baptist Viktor Fürst von Liechtenstein

* 21. Juli 1775 † 24. März 1819. Laufbahn: 1. September 1805 mit Rang vom 6. April 1805 Generalmajor, 27. Mai 1809 Feldmarschalleutnant
- Sigmund Friedrich Samuel Freiherr von Lietzen

† 23. April 1780. Laufbahn: 19. Juli 1745 Generalfeldwachtmeister, 17. Januar 1757 Feldmarschalleutnant, 13. April 1764 mit Rang vom 9. September 1761 Feldzeugmeister
- Claudius Lamoral II. Fürst von Ligne, Prince d’Espinay et d’Amblise

* 5. Juli/7. August 1685 † 7. April (August ?) 1766. Laufbahn: 27. Mai 1717 Generalfeldwachtmeister, 23. Oktober 1733 Feldmarschalleutnant, 7. Januar 1744 Feldzeugmeister, 21. Oktober 1751 Feldmarschall
- Ferdinand Prinz von Ligne

* 7. August 1685/86 † 9. Mai 1757. Laufbahn: 14. November 1723 Generalfeldwachtmeister, 25. November 1733 Feldmarschalleutnant, 8. Januar 1744 General der Kavallerie, 29. Juni 1754 Feldmarschall
- Charles Joseph de Ligne, Prince d’Epinay et d’Amblise (deutsch: Karl Joseph Fürst von Ligne)

* 23. Mai 1735 † 13. Dezember 1814. Laufbahn: 23. April 1764 mit Rang vom 1. Dezember 1759 Generalfeldwachtmeister, 1. Mai 1773 mit Rang vom 7. November 1767 Feldmarschalleutnant, 8. September 1787 mit Rang vom 12. Februar 1785 Feldzeugmeister, 6. September 1808 Feldmarschall
- Leopold-Marc Graf von Lignéville, Marquis d’Houécourt

* um 1690 ⚔ bei Colorno 1. Juni 1734. Laufbahn: 7. Januar 1734 Generalfeldwachtmeister
- Philipp Emanuel Graf von Lignéville

* 1611 † 26. Oktober 1664. Laufbahn: lothr. General der Artillerie und Generaliss.; 15. Mai 1661 kurbayerischer Feldmarschall; 18. April 1664 kaiserlicher Feldmarschalleutnant (!)
- Friedrich Freiherr von Lilien

* 30. August 1745 † 26. August 1831. Laufbahn: 31. Mai 1788 mit Rang vom 19. Mai 1788 Generalmajor, 29. Dezember 1793 mit Rang vom 11. Dezember 1793 Feldmarschalleutnant, Jan. 1706 im Ruhestand
- Karl Freiherr von Lilien[6]

* 14. Juli 1743 † (2)7. Februar 1810. Laufbahn: 10. April 1783 mit Rang vom 25. April 1783 Generalmajor, 16. Januar 1790 mit Rang vom 13. Februar 1790 Feldmarschalleutnant, 1. März 1801 mit Rang vom 22. Februar 1801 General der Kavallerie
- Théodore-Marie de Carnin, Graf von Lillers[7]

† 5. Mai 1762. Laufbahn: 15. Oktober 1745 Generalfeldwachtmeister; 1758 niederländischer Generalleutnant
- Hermann Otto von Limburg und Bronckhorst, Graf zu Styrum

* 1. April 1646 † (gefallen bei Schellenberg) 8. Juli 1704. Laufbahn: 18. Oktober 1684 Generalfeldwachtmeister, 5. Oktober 1688 Feldmarschalleutnant, 28. Juni 1691 General der Kavallerie, 5. Mai 1696 Feldmarschall
- Otto Ernst Leopold Graf von Limburg zu Styrum

* 10. Januar 1688 † 4. März 1754. Laufbahn: 15. Dezember 1733 Generalfeldwachtmeister, 12. Juni 1734 Feldmarschalleutnant, 6. März 1739 General der Kavallerie
- Andreas von Lind

† 20. Juli 1822. Laufbahn: 1. Januar 1807 Generalmajor und im Ruhestand
- Silvius Lindainer von Rosen

* ? † ?. Laufbahn: 5. Januar 1763 mit Rang vom 25. Juni 1758 Generalfeldwachtmeister
- Joseph Freiherr Linde von Linden

* 1728 † 16. November 1804. Laufbahn: 29. Dezember 1793 mit Rang vom 18. Dezember 1791 Generalmajor, Jan. 1794 im Ruhestand
- Karl Friedrich von Lindenau

* 1746 † 21. Februar 1817. Laufbahn: 1. März 1797 mit Rang vom 19. Juli 1794 Generalmajor, 5. März 1800 mit Rang vom 1. September 1799 Feldmarschalleutnant, 27. Mai 1809 Feldzeugmeister und im Ruhestand
- Georg Anton Freiherr Lindemann von Lindesheim (ab 1723 Reichfreiherr von Lindesheimb)

* um 1686 † Dez. 1739. Laufbahn: 24. Februar 1734 Generalfeldwachtmeister, 6. August 1739 Feldmarschalleutnant, Gouverneur von Mailand
- Friedrich Freiherr von Linken

* 21. März 1743 † 7. September 1800. Laufbahn: 24. Februar 1794 mit Rang vom 18. Februar 1794 Generalmajor, 17. April 1797 mit Rang vom 22. April 1797 Feldmarschalleutnant
- Thimon Freiherr von Lintelo zu Thalhausen[8]

* um 1567 † 22. April 1650. Laufbahn: 6. August 1623 kurbayerischer Generalwagenmeister; 28. Dezember 1636 kaiserlicher Feldzeugmeister
- Guido Ferdinand Lippa von Duba und Kosarczow

* 12. April 1746 † 11. Juli 1818. Laufbahn: 29. Oktober 1800 mit Rang vom 21. (24. ?) Januar 1801 Generalmajor, 24. Oktober 1808 Feldmarschalleutnant, 1809 im Ruhestand
- Georg Clemens Freiherr von Lippe

* 19. Mai 1748 † 29. Oktober 1829. Laufbahn: 1. September 1805 mit Rang vom 25. März 1805 Generalmajor, 1805 im Ruhestand
- August Wolfhart Graf von der Lippe-Detmold[9]

* 23. Juni 1688 † 18. Januar 1739. Laufbahn: köln. Generalleutnant; 8. November 1730 kaiserlicher Feldmarschalleutnant
- Anton Lipthay von Kisfalud

* 1745 † 17. Februar 1800 (verw. Verona). Laufbahn: 1. Mai 1795 mit Rang vom 5. April 1794 Generalmajor, 2. Oktober 1799 mit Rang vom 6. September 1799 Feldmarschalleutnant
- Camillo Marchese di Litta

* ... † .... Laufbahn: 8. Juli 1716 Generalfeldwachtmeister
- Anton Litta, Marchese di Gambolo[10]

* 8. (?) Dezember 1700 † 6. Februar 1770. Laufbahn: 2. Januar 1766 Feldzeugmeister
- Alan Graf von Livingstone

† 1741. Laufbahn: 18. Mai 1716 Generalfeldwachtmeister, 22. Oktober 1723 Feldmarschalleutnant, 18. März 1735 Feldzeugmeister
- Hieronymus Freiherr Ljubibratich von Trebinja[11]

* 1716 † 1. November 1779. Laufbahn: 10. Juni 1770 mit Rang vom 29. Juli 1759 Generalmajor, 1. Mai 1773 mit Rang vom 11. August 1767 Feldmarschalleutnant
- Carlos Conde de Llorach y de Moixó

* 1681 † 1762. Laufbahn: 15. Januar 1753 Generalfeldwachtmeister
- Anton August Joseph Fürst von Lobkowitz

* 21. September 1729 † 28. Januar 1803. Laufbahn: 7. Januar 1763 mit Rang vom 1. Juni 1760 Generalfeldwachtmeister; 16. März 1771 Abschied, dann Gesandter in Madrid
- Georg Christian Fürst von Lobkowitz

* 10. August 1686 † 4. Oktober 1755. Laufbahn: 23. November 1723 Generalfeldwachtmeister, 28. November 1733 Feldmarschalleutnant, 8. Mai 1735 General der Kavallerie, 15. April 1741 Feldmarschall
- Joseph Anton August Fürst von Lobkowitz

* 15. April 1681 ⚔ bei Belgrad 18. August 1717. Laufbahn: 20. April 1708 Generalfeldwachtmeister, 19. Mai 1716 Feldmarschalleutnant
- Joseph Maria Karl Fürst von Lobkowitz[12]

* 8. Januar 1725 † 6. März 1802. Laufbahn: 22. Februar 1758 Generalfeldwachtmeister, 6. Oktober 1763 Feldmarschalleutnant, 16. März 1771 mit Rang vom 4. August 1770 General der Kavallerie, 28. März 1785 mit Rang vom 6. März 1785 Feldmarschall, 11 Jahr Gesandter in St. Petersburg
- Karl Felix Fürst von Lobkowitz

* 8. November 1719 † 20. August 1760. Laufbahn: 25. Juli 1752 Generalfeldwachtmeister, 5. Februar 1758 Feldmarschalleutnant
- Wenzel Eusebius Fürst von Lobkowitz, Herzog von Sagan

* 20./30. Januar 1609 † 22. April 1677. Laufbahn: 17. Juni 1636 Generalfeldwachtmeister, 28. August 1647 Feldmarschall
- Hans Christoph Freiherr von Löbl zu Greinburg[13]

* 25. Dezember 1578 † 12. Juni 1638. Laufbahn: 22. Januar 1626 Generalfeldwachtmeister
- Johann Anton Graf von Locatelli

† 1732. Laufbahn: 28. Mai 1716 Generalfeldwachtmeister, 27. Oktober 1723 Feldmarschalleutnant
- Nikolaus Graf von Locatelli

* 1688 † 15. November 1755 (1751 ?). Laufbahn: 1. August 1741 Generalfeldwachtmeister, 13. April 1746 Feldmarschalleutnant
- Jakob Graf von Lockhart

* 1718 † 3. Februar 1790. Laufbahn: 20. Dezember 1768 Generalfeldwachtmeister; in toskan. Dienste
- Johann Adam von Lockstädt

† 1732 ?. Laufbahn: 1730 Generalfeldwachtmeister
- Mathias von Löderer

† 20. August 1818. Laufbahn: 27. Februar 1814 Generalmajor
- Kaspar Graf von Lodron

* 12. August 1721 † 21. März 1792 (30. März 1790 ?). Laufbahn: 15. Januar 1774 mit Rang vom 26. Oktober 1770 Generalmajor
- Nikolaus II. Graf von Lodron

* .... † .... Laufbahn: 17. August 1683 Oberst der Kroaten und leichten Pferde, 3. Oktober 1688 Feldmarschalleutnant
- Ignaz Freiherr Loën d‘Enschede

† 27. September 1813. Laufbahn: 29. Oktober 1800 mit Rang vom 15. November 1800 Generalmajor
- Georg Wilhelm Freiherr von Löffelholz zu Colberg[14]

* 9. Juni 1661 † 10. August 1719. Laufbahn: 16. April 1704 Generalfeldwachtmeister, 20. Mai 1707 Feldmarschalleutnant, 2. Mai 1716 Feldzeugmeister
- Johann Baptist von Longueville

* 9. Juli 1753 † 5. November 1831. Laufbahn: 26. Juli 1813 Generalmajor, 3. Juli 1824 Feldmarschalleutnant (Charakter) ehrenhalber und im Ruhestand
- Philipp Ritter von Lopez

* um 1765 † 28. Juli 1813. Laufbahn: 14. August 1808 Generalmajor, Anf. 1813 im Ruhestand
- Franz Ritter von Löpper

* 1741 † 12. Februar 1801. Laufbahn: 29. Oktober 1801 mit Rang vom 27. Dezember 1800 Generalmajor
- Francesco de los Rios y de la Tour, Marqués de Los Rios de Gutierrez

* 1689 † 20. März 1775. Laufbahn: 5. Oktober 1723 Feldmarschalleutnant, 15. März 1735 Feldzeugmeister, 5. Oktober 1745 Feldmarschall
- Francisco Marqués de Los Rios

* 1725 † 18. Juni 1772. Laufbahn: 27. Juni 1757 Generalfeldwachtmeister, 29. April 1760 mit Rang vom 27. November 1758 Feldmarschalleutnant
- Anton Joseph Graf Losy von Losenau

† April 1762. Laufbahn: 20. August 1760, 1758 ?? Generalfeldwachtmeister
- Franz I. Stephan Herzog von Lothringen und Bar, Großherzog von Toskana, Römischer Kaiser

* 8. Dezember 1708 † 18. August 1765. Laufbahn: 8. Juli 1737 Reichs-Generalfeldmarschall; 12. Dezember 1737 und 15. Mai 1738 kaiserlicher Generalleutnant
- Karl Alexander Herzog von Lothringen und Bar

* 12. Dezember 1712 † 4. Juli 1780. Laufbahn: 6. August 1737 Generalfeldwachtmeister, 20. Januar 1738 Feldmarschalleutnant, 22. November 1740 Feldmarschall; 21. Mai 1746 Reichs-Generalfeldmarschall
- Karl von Leopold Herzog von Lothringen und Bar

* 3. April 1643 † 18. April 1690. Laufbahn: 24. April 1670 General der Kavallerie, 18. Dezember 1675 Feldmarschall, 19. Oktober 1680 Generalleutnant
- Karl Eugen von Lothringen-Lambesc

* 25. September 1751 † 21. November 1825. Laufbahn: 9. März 1788 französischer Maréchal de camp; 18. Juni 1791 kaiserlicher Generalmajor, 4. März 1796 mit Rang vom 1. Oktober 1795 Feldmarschalleutnant, 3. Dezember 1806 mit Rang vom 27. Januar 1806 General der Kavallerie
- Emanuel Moritz Prinz von Lothringen, Herzog von Elboeuf

* 30. Dezember 1677 † 17. Juli 1763. Laufbahn: 31. Januar 1708 spanisch-habsburgischer Generalwachtmeister; 28. März 1710 kaiserlicher Generalfeldwachtmeister, 3. Juni 1718 Feldmarschalleutnant; 1716 neapolitanischer General der Kavallerie
- Joseph Innozenz Emanuel Prinz von Lothringen

* 20. Oktober 1685 † 25. August 1705. Laufbahn: 12. April 1704 Generalfeldwachtmeister
- Karl II. von Lothringen, Herzog von Elboeuf

* 5. November (?) 1596 † 5. November 1657. Laufbahn: 13. Juli 1620 und 7. August 1644 französischer Armee-Kdt.; 31. Januar 1636 kaiserlicher Feldmarschall
- Karl Franz Prinz von Lothringen-Commercy

* 11. Juli 1661 ⚔ bei Luzzara 15. August 1702. Laufbahn: 11. Oktober 1686 Generalfeldwachtmeister, 1688 Feldmarschalleutnant, 12. Februar 1692 General der Kavallerie, 12. Mai 1696 Feldmarschall
- Joseph Maria von Lothringen-Vaudémont

* 23. Juni 1759 † 29. März 1812. Laufbahn: 8. März 1793 Generalmajor, 1. März 1797 mit Rang vom 20. Februar 1797 Feldmarschalleutnant, 22. Januar 1808 Feldzeugmeister und im Ruhestand
- Karl Thomas Prinz von Lothringen-Vaudémont

* 7. März 1670 † 11./12. Mai 1704. Laufbahn: 26. April 1692 Generalfeldwachtmeister, 17. Januar 1695 Feldmarschalleutnant, 23. September 1697 General der Kavallerie, 6. Februar 1704 Feldmarschall
- Johann Baptist Wunibald Freiherr von Löwenberg

† 16. Dezember 1822. Laufbahn: 6. März 1800 mit Rang vom 26. April 1800 Generalmajor, 22. Januar 1808 Feldmarschalleutnant, 1811 im Ruhestand
- Johann Friedrich Graf von Löwenburg

† nach 1711. Laufbahn: 10. April 1704 Generalfeldwachtmeister, 15. April 1706 mit Rang vom 28. Dezember 1705 Feldmarschalleutnant
- Christian Philipp Johann Fürst von Löwenstein-Wertheim

* 11. Januar 1719 † 23. Mai 1781. Laufbahn: 25. August 1751 Generalfeldwachtmeister, 5. Dezember 1757 Feldmarschalleutnant, 16./19.1 November 1759 mit Rang vom 1. Oktober 1759 General der Kavallerie
- Karl Thomas Fürst von Löwenstein-Wertheim-Rochefort (seit 1735 Fürst)

* 7. März 1714 † 6. Juni 1789. Laufbahn: 4. Mai 1758 kurpfälzischer Generalleutnant; 31. Dezember 1769 kaiserlicher Feldmarschalleutnant
- Friedrich Kasimir Graf von Löwenwolde

* um 1692 † 5. März 1769. Laufbahn: 7. April 1735 Generalfeldwachtmeister, 31. März 1741 Feldmarschalleutnant, 12. Juni 1754 mit Rang vom 11. November 1748 General der Kavallerie
- Karl von Lübeck

† 25. Mai 1779. Laufbahn: 26. November 1777 mit Rang vom 14. Mai 1777 Generalmajor
- Georg I. Alexander Fürst von Lubomirski

* Okt. 1669 † 14. Oktober 1735. Laufbahn: 8. Mai 1709 Generalfeldwachtmeister, 26. März 1729 Feldmarschalleutnant
- Hieronymus August Fürst von Lubomirski

* Okt. 1647 † 20. April 1706. Laufbahn: 1. Februar 1683 Feldmarschalleutnant, 1. Februar 1684 Feldzeugmeister; 1702 polnischer Krongroßfeldherr
- Johann Theodor Konstantin Fürst von Lubomirski

* 1683 † 6. Februar 1745. Laufbahn: 1. Oktober 1709 Generalfeldwachtmeister, 6. Mai 1710 Feldmarschalleutnant, 4. Dezember 1736 Feldmarschall
- Joseph Graf Lucchesi d’Averna

⚔ bei Leuthen 5. Dezember 1757. Laufbahn: 25. März 1741 Generalfeldwachtmeister, 5. Juli 1745 Feldmarschalleutnant, 12. Juni 1754 mit Rang vom 3. Dezember 1748 General der Kavallerie
- Joseph von Luccini

† 1797. Laufbahn: 15. Januar 1796 Generalmajor ehrenhalber
- Matteo Marchese di Luccini

† 26. April 1729. Laufbahn: 2. Oktober 1723 Feldmarschalleutnant
- Leopold Freiherr von Ludwigsdorf

† 21. Mai 1835. Laufbahn: 18. November 1809 Generalmajor und im Ruhestand
- Nikolaus Lumaga

† 6. Februar 1798. Laufbahn: 23. März 1768 mit Rang vom 3. November 1761 Generalfeldwachtmeister
- Franz Joseph Marquis de Lusignan

* 23. Juni 1753 † 23. Dezember 1832. Laufbahn: 28. Februar 1797 mit Rang vom 24. Mai 1796 Generalmajor, 30. Januar 1801 mit Rang vom 7. September 1800 Feldmarschalleutnant, 29. Mai 1809 Feldzeugmeister und im Ruhestand
- Gabriel Theodor Freiherr von Luszinsky

† 1773. Laufbahn: 6. Juli 1757 Generalfeldwachtmeister, 10. Dezember 1759 Feldmarschalleutnant
- Heinrich Sigismund von Lüttwitz

* 3. April 1696 † 19. September 1746. Laufbahn: 14. November 1745 Generalfeldwachtmeister
- Karl von Lutz

* um 1756 † 29. März 1820. Laufbahn: 9. November 1813 Generalmajor, 1814 im Ruhestand
- Peter Ritter von Lutz

* 1754 † 7. Oktober 1809. Laufbahn: 1. September 1805 mit Rang vom 20. Januar 1804 Generalmajor, 25. August / September 1809 Feldmarschalleutnant
- Johann Nepomuk Gottfried Graf Lützow von Drei-Lützow und Seedorf

* 4. August 1742 † 7. Februar 1822. Laufbahn: 4. Mai 1806 Generalmajor (Charakter) ehrenhalber; kurbayerischer Generalmajor
- Gustav Adolf Freiherr von Lützow

* 1705 ⚔ bei Kolin 18. Juni 1757. Laufbahn: 15. August 1751 Generalfeldwachtmeister, 28. Januar 1757 Feldmarschalleutnant
- Siegmund Franz Freiherr von Lützow

* 1731 † 5. Oktober 1795. Laufbahn: 27. Februar 1793 Generalmajor
- Kaspar Ludwig Freiherr von Lützow

* um 1693 † 12. März 1769. Laufbahn: 27. Januar 1753 Generalfeldwachtmeister
- Jakob Ritter von Luxem

* 1768 † 14. Februar 1841. Laufbahn: 27. Februar 1814 Generalmajor, 23. Mai 1830 Feldmarschalleutnant
- Antonio Conde de Luzán

† 12. Dezember 1751. Laufbahn: 26. Januar 1734 Generalfeldwachtmeister
- Johann Emanuel Graf von Luzán

† 1765. Laufbahn: 20. Januar 1738 Generalfeldwachtmeister, 10. Januar 1744 Feldmarschalleutnant, 12. Juni 1754 mit Rang vom 26. November 1748 Feldzeugmeister